# Ventilação (química)
Ventilação é um processo físico de separação de misturas heterogêneas. Que é utilizado quando os sólidos granulados que formaram a mistura possuem densidades sensivelmente diferentes. Nesse caso, passa-se uma forte corrente de ar pela mistura e o menos denso é arrastado pelo vento e separado dos mais densos.
Exemplos: arroz + casca; café + casca. Ocorre geralmente na produção agrária, quando uma peneira é usada para o trabalhador jogar os grãos no ar e soprá-los, com o objetivo de separar o alimento de possíveis cascas. 
Outro exemplo prático de tal processo, é a técnica agrária de separação entre a casca e alguns géneros agrícolas (como o amendoim da casca), através da aplicação de uma corrente de ar.
Ventilação também é usada na separação dos componentes sólidos de densidades diferentes, na qual o componente menos denso é arrastado por uma corrente de ar. Na separação de cereais e suas cascas, já soltas, utiliza-se a ventilação.
```
A força e a intensidade da corrente de ar aplicada depende da densidade do sólido que será arrastado por ela, desse modo, deve-se realizar um estudo ou pré – ensaio para verificar essa intensidade, para que não haja problemas como o arraste de partículas de interesse juntamente com as partículas menos densas que devem ser arrastadas pela corrente de ar.
```